# João Botelho
João Manuel Relvas Leopoldo Botelho (nascut el 1949) és un director de cinema portuguès.
Ha dirigit i escrit els guions de nombroses pel·lícules. Les seves pel·lícules han guanyat diversos premis. Les seves obres han estat nominades al Lleó d'Or de la Mostra Internacional de Cinema de Venècia.
Botelho va rebre la prestigiosa Orde de l'Infant Dom Henrique (Grau Comendador), un dels més alts honors portuguesos, pel president Jorge Sampaio el 10 de juny de 2005.

## Primers anys
Botelho va néixer a Lamego, al nord de Portugal. Es va matricular en enginyeria mecànica a la Universitat de Coimbra i en cinema a l'Escola Superior de Teatre i Cinema de Lisboa (Escola Superior de Teatro e Cinema), l'any 1974, abandonant en ambdós casos. Ha treballat com a artista gràfic. Els seus primers treballs cinematogràfics van ser O Alto do Cobre i Um Projecto de Educação Popular, ambdós el 1976.

## Premis
- El 1985 va guanyar el Tucano de Ouro al millor director al Festival de Cinema de Rio de Janeiro per Um Adeus Português.
- Nominada als Globos de Ouro l'any 1999 a millor director i millor pel·lícula per Trafico
- Premi de Promoció OCIC, Fòrum del Nou Cinema per: Um Adeus Português al Festival Internacional de Cinema de Berlín, 1986.
- Premi del públic per A Corte do Norte, Coimbra Caminhos do Cinema Português Festival 2009.
- Menció especial per a A Corte do Norte al Festa del Cinema di Roma, l'any 2008.

Diverses nominacions i premis a la Mostra Internacional de Cinema de Venècia:
- Nominat a Lleó d'Or per O Fatalista el 2005, Quem És Tu? el 2001 i Tràfico el 1998.
- Va guanyar el Premi Fundació Mimmo Rotella per Quem És Tu? l'any 2001 i va rebre el Premi FIPRESCI – Menció d'Honor el 1988 per Tempos Difíceis.

## Participacions especials en festivals
- Membre del jurat del 29a Mostra Internacional de Cinema de São Paulo, celebrat a São Paulo, Brasil, del 21 d'octubre al 3 de novembre de 2005.
- Membre del jurat del 27è Festival dels Tres Continents, celebrat del 22 al 29 de novembre de 2005 a Nantes, França.
- Honorat amb un homenatge pel Festival Cinéma du Réel de París (França) el març de 2006.
- Honorat amb un homenatge pel Festival Internacional du Film de La Rochelle (França) al juny i juliol de 1999.

## Filmografia
| Any                    | Títol                                                                | Ref.              |
| ---------------------- | -------------------------------------------------------------------- | ----------------- |
| 1976                   | O Alto do Cobre                                                      | [ 4 ] [ 5 ]       |
| 1976                   | Um Projecto de Educação Popular (Documental)                         | [ 4 ] [ 5 ]       |
| 1977                   | Os Bonecos de Santo Aleixo                                           | [ 5 ]             |
| 1978                   | Alexandre Rosa (Curtmetratge, amb Jorge Alves da Silva)              | [ 4 ] [ 5 ] [ 6 ] |
| 1981                   | Conversa Acabada                                                     | [ 4 ] [ 5 ]       |
| 1986                   | Um Adeus Português                                                   | [ 4 ] [ 5 ]       |
| 1988                   | Tempos Difíceis                                                      | [ 4 ] [ 5 ]       |
| 1992                   | No Dia dos Meus Anos                                                 | [ 4 ] [ 5 ]       |
| 1993                   | Aqui na Terra                                                        | [ 4 ] [ 5 ]       |
| 1994                   | Três Palmeiras                                                       | [ 4 ] [ 5 ]       |
| 1996                   | 13 Filmes X 3’                                                       |                   |
| 1998                   | Tráfico                                                              | [ 4 ] [ 5 ]       |
| 1999                   | Se a Memória Existe (Curtmetratge)                                   | [ 4 ] [ 5 ]       |
| 2001                   | Quem És Tu?                                                          | [ 4 ] [ 5 ]       |
| 2001                   | As Mãos e as Pedras                                                  |                   |
| 2003                   | A Mulher que Acreditava Ser Presidente dos Estados Unidos da América | [ 4 ] [ 5 ]       |
| 2005                   | A Luz na Ria Formosa                                                 | [ 4 ] [ 5 ]       |
| 2005                   | O Fatalista                                                          | [ 4 ] [ 5 ]       |
| 2006                   | A Baleia Branca, Uma Ideia de Deus (Documental)                      | [ 4 ] [ 5 ]       |
| 2007                   | A Terra Antes do Céu (Documental)                                    | [ 4 ] [ 5 ]       |
| 2007                   | Corrupção (2007)                                                     | [ 4 ] [ 5 ]       |
| 2008                   | A Corte do Norte                                                     | [ 4 ] [ 5 ]       |
| 2010                   | Filme do Desassossego                                                | [ 4 ] [ 5 ]       |
| 2012                   | Anquanto la Lhéngua fur Cantada (Documental)                         | [ 4 ] [ 5 ]       |
| 2014                   | Os Maias                                                             | [ 4 ] [ 5 ]       |
| 2014                   | Quatro                                                               | [ 4 ] [ 5 ]       |
| 2016                   | O Cinema, Manoel de Oliveira e Eu (Documental)                       | [ 4 ] [ 5 ]       |
| 2017                   | Peregrinação                                                         | [ 7 ] [ 8 ]       |
| (sense data d'estrena) | O Ano da Morte de Ricardo Reis                                       | [ 9 ]             |